# Джерард Вей
Джерард Артур Вей (англ. Gerard Arthur Way; нар. 9 квітня 1977) — американський музикант і автор коміксів, чинний вокаліст рок-гурту My Chemical Romance (2001-2013, 2019). Реліз його дебютного соло-альбому Hesitant Alien відбувся 30 вересня 2014 року. Він також був автором коміксів The True Lives of the Fabulous Killjoys та The Umbrella Academy, останній з яких отримав нагороду імені Айснера.

## Дитинство і юність
Джерард Вей народився у Самміті, штат Нью-Джерсі, 9 квітня 1977 року у сім'ї Донни Лі Вей та Дональда Вея. Їхній рід має італійське та шотландське коріння. Вей виріс у Бельвілі, Нью-Джерсі, разом зі своїм братом Майкі Веєм. Вперше виступати перед публікою він почав у четвертому класі, коли грав Пітера Пена у шкільній виставі. Його бабуся по лінії матері, Елена Лі Раш, дуже вплинула на хлопця креативно, а також навчила його співати, малювати та виступати з малого віку; він сказав, що «вона навчила мене усьому, що я знаю». У початковій школі Вей вже почав любити музику, і велику роль в цьому зіграв глем-метал гурт Bon Jovi.
Коли Вею було 15 років і він працював у магазині коміксів, йому погрожували пістолетом під час пограбування. В інтерв'ю для Rolling Stone у квітні 2008 він сказав: "Мене поставили на коліна та піднесли пістолет до голови, " — і додав: «Незважаючи на те, наскільки жахливим стає світ і яким тупим він виявляється, я все одно вірю у нього.» У 16 років він з'явився у епізоді Sally Jesse Raphael TV Show, де обговорював проблему оприлюднення злочинів серійного вбивці Джеффрі Дамера у коміксах.
Вей навчався у Бельвільській старшій школі і закінчив її у 1995. Він вирішив розпочати кар'єру в індустрії коміксів та поступив у Школу образотворчих мистецтв у Нью-Йорку, отримавши диплом бакалавра у 1999.

## Музична кар'єра

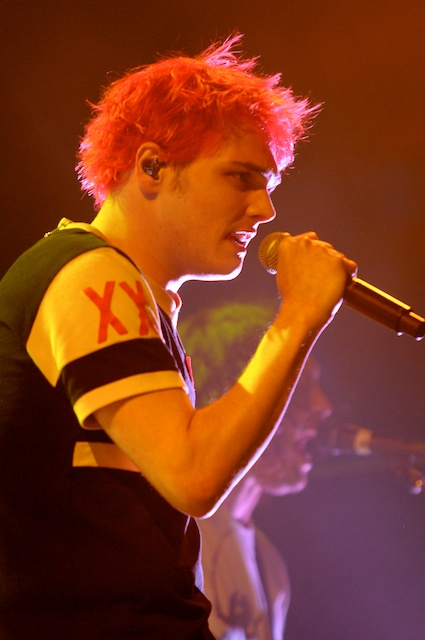
Джерард Вей виступає з MCR у Монреалі, Квебек, під час Honda Civic Tour у серпні 2011.

### Ранні гурти та My Chemical Romance (2001—2013)
У їхні юнацькі роки на Джерарда і його брата Майкі Вея, який пізніше став басистом My Chemical Romance, дуже вплинули такі гурти, як Iron Maiden, The Misfits, Danzig, Black Flag, Queen, Pulp, Blur, Морріссі та The Smiths. Спочатку Вей хотів стати гітаристом. Його бабуся купила йому його першу гітару, коли йому було ще 8 років. Він грав у недовгочасних гуртах Ray Gun Jones і Nancy Drew з Реєм Торо, майбутнім гітаристом MCR, але з цим у нього не склалося (один гурт вигнав його, бо він погано грав на гітарі), і тому він вирішив зосередитися на своїй художній кар'єрі.
У вересні 2001 Вей працював інтерном в Cartoon Network у Нью-Йорку. Він став свідком Терористичного акту 11 вересня, і це змінило його світогляд. Він розповів журналу Spin: «Я буквально сказав сам собі: 'До біса мистецтво. Потрібно вибиратися із цього підвалу. Я маю побачити світ. Я маю змінити світ.'» Під впливом трагедії він написав текст до пісні Skylines and Turnstiles, яка вважається першою піснею My Chemical Romance. Незадовго після цього, MCR почали формуватися як гурт.
У багатьох інтерв'ю Вей стверджував, що музика та його художні заняття допомогли йому впоратися із депресією, алкоголізмом та зловживанням наркотиками. Використання музики як спосіб вирішити особисті проблеми призвело до того, що Вей міг створювати глибоко особисті пісні, такі як Helena, присвячена його бабусі.
За час своєї кар'єри MCR випустили чотири студійних альбоми: I Brought You My Bullets, You Brought Me Your Love 23 липня 2002, Three Cheers for Sweet Revenge 8 червня 2004, The Black Parade 23 жовтня 2006 та Danger Days: The True Lives of the Fabulous Killjoys 22 листопада 2010. 22 березня 2013 гурт оголосив про свій розпад.

### Соло:Hesitant Alien(2014—2016)

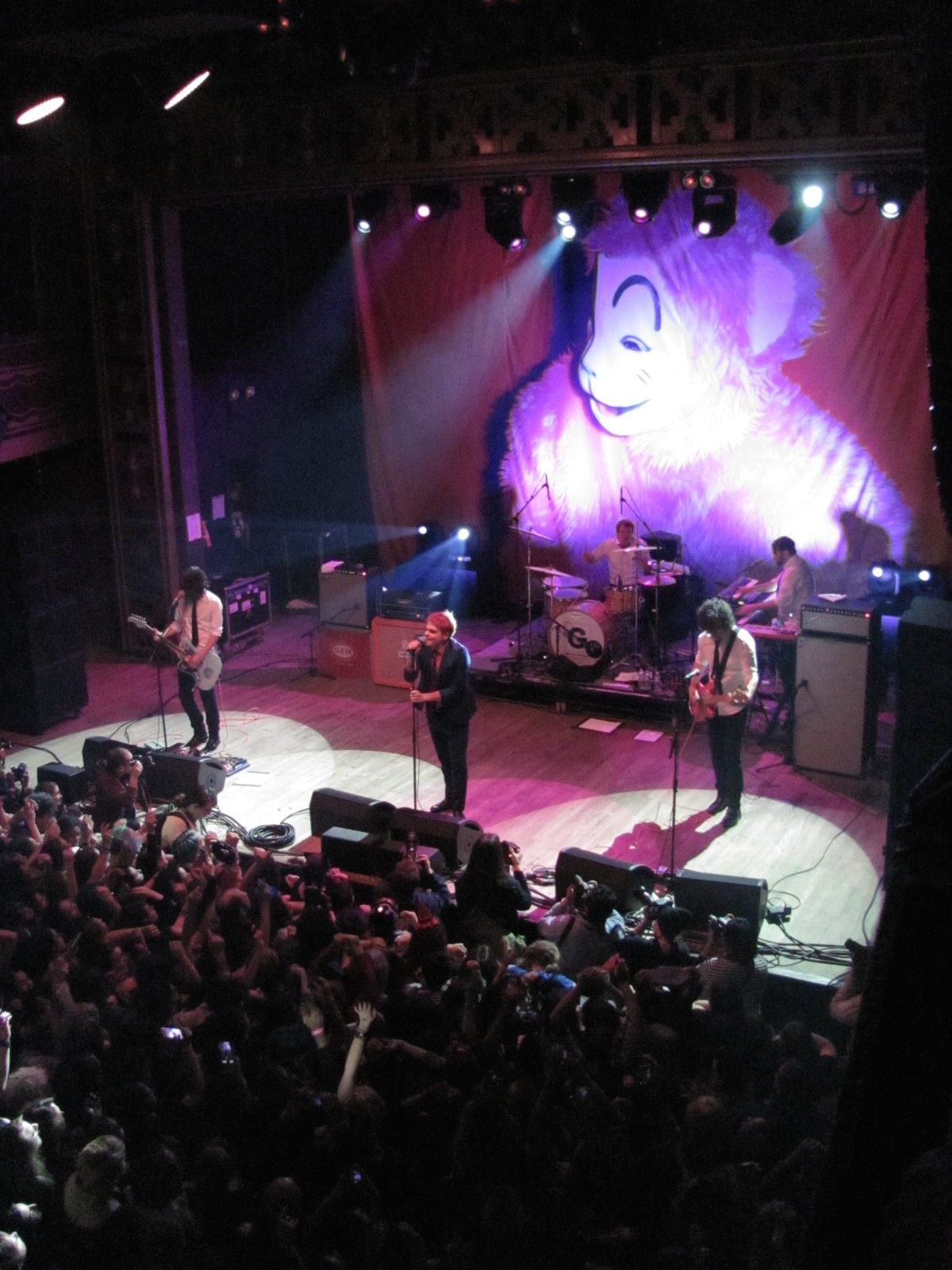
Gerard Way and The Hormones виступають у Нью-Йорку, 23 жовтня 2014.

У травні 2014 Вей створив свій вебсайт на основі Tumblr та оголосив, що підписав контракт із Warner Bros. Records як соло-музикант і вже майже закінчив написання свого дебютного соло-альбому. Пізніше він оголосив реліз нової пісні Action Cat у червні та його перший соло-виступ на Reading and Leeds Festivals у серпні 2014. 19 серпня відбувся реліз музичного відео до синглу No Shows. Реліз альбому під назвою Hesitant Alien відбувся 30 вересня 2014.
Коли у Джерарда Вея спитали, чому він подався у бріт-поп зі своїм сольним проектом, він сказав, що йому подобається енергія та стиль жанру і він дуже хотів відродити жанр в Америці.
У лютому та березні 2015 року Вей виступав як соло-артист із The Hormones на головній сцені австралійського фестивалю Soundwave і був хедлайнером додаткового шоу в Мельбурні. У травні 2015 він виступав на Boston Calling Music Festival.
6 травня 2015 року був оголошений концерт у Києві, який відбувся 4 вересня 2015 у Stereo Plaza. На цьому концерті Вей вперше зіграв пісню Pinkish, офіційний реліз якої разом із піснею Don't Try відбувся на Record Store Day 2016.

#### Gerard Way and The Hormones
Склад гурту
- Джерард Вей — вокал, фортепіано, ритм-гітара
- Єн Фауелс — соло-гітара, бек-вокал
- Метт Ґорні — бас-гітара, ритм-гітара, бек-вокал
- Джаррод Александер — барабани, перкусія
- Джеймс Дьюїс — клавішні, синтезатор, фортепіано, бек-вокал

Колишні учасники
- Джеймі Мухоберак — клавішні

### Інші музичні співпраці
Вей співав бек-вокал для такий гуртів, як Every Time I Die Kill the Music, Head Automatica Graduation Day, Say Anything In Defense of the Genre, The Oval Portrait From My Cold Dead Hands та Barnabus Collins Has More Skeletons in His Closet Than Vincent Price, Wrongchilde Falling in Love Will Kill You.
У 2008 році Вей та музичний проект Julien-K зробили ремікс на пісню Sleep When I'm Dead гурту The Cure для ЕР Hypnagogic States. Гроші, отримані з релізу збірки, пішли до Міжнародного комітету Червоного Хреста.
На початку 2009 року Вей та японський співак К'юске Хімуро разом спродюсували нову композицію для «Advent Children Complete» — фільм-сіквел до популярної відео-гри Compilation of Final Fantasy VII. Вей також написав текст до цієї пісні та разом із Хімуро заспівав її. Пісня під назвою Safe and Sound вийшла на iTunes 29 квітня 2009. Її можна почути тільки на японському релізі фільму; на англійському релізі замість неї звучить пісня Хімуро Calling (оригінальна кінцева композиція Advent Children).
Вокал Вея також можна почути у пісні Professional Griefers deadmau5.
Вей завжди підтримував британський рок-гурт LostAlone і був продюсером їхнього третього альбому I'm A UFO in This City (2012).
У 2015 році Вей був спів-автором пісні Енді Бірсака (фронтмена Black Veil Brides) Louder Than Your Love з його соло-альбому The Shadow Side, а також співав бек-вокал у цій пісні.

## Інші заняття

### Писемництво (1993-сьогодення)
Вей уперше спробував написати комікс, коли йому було 16 років, у 1993. Bonyard Press опублікували On Raven's Wings, але після другого випуску проект скасували. Вей був підписаний як Геррі Вей.
У 2007 році Вей розпочав роботу над коміксом The Umbrella Academy. Вей написав історію та намалював початкову версію, а Гебріел Ба вже став ілюстратором першої частини, Apocalypse Suite.
Реліз Apocalypse Suite відбувся через Dark Horse Comics 5 травня 2007 на Free Comic Book Day. Офіційний випуск The Umbrella Academy вийшов 19 вересня 2007. Apocalypse Suie виграла нагороду імені Айснера у 2008 році. Наступна частина під назвою Dallas вийшла 26 листопада 2008. Також оголосили, що зараз йде робота над третьої частиною, Hotel Oblivion.
Вей та його друзі художники Шон Саймон та Бекі Клунан разом створили комікс The True Lives of the Fabulous Killjoys, оголошений у 2009 на San Diego Comic-Con. У 2012 на комік-коні у Нью-Йорку вони оголосили реліз на Free Comic Book Day у 2013. У коміксі розвивається той самий концепт, що і в альбомі My Chemical Romance Danger Days: The True Lives of the Fabulous Killjoys.
У 2011 році MCR повідомили, що Майкі та Джерард працювали над новим комікс-проектом, який був у їхніх планах ще з 2009 року, та про це й досі нічого не відомо.

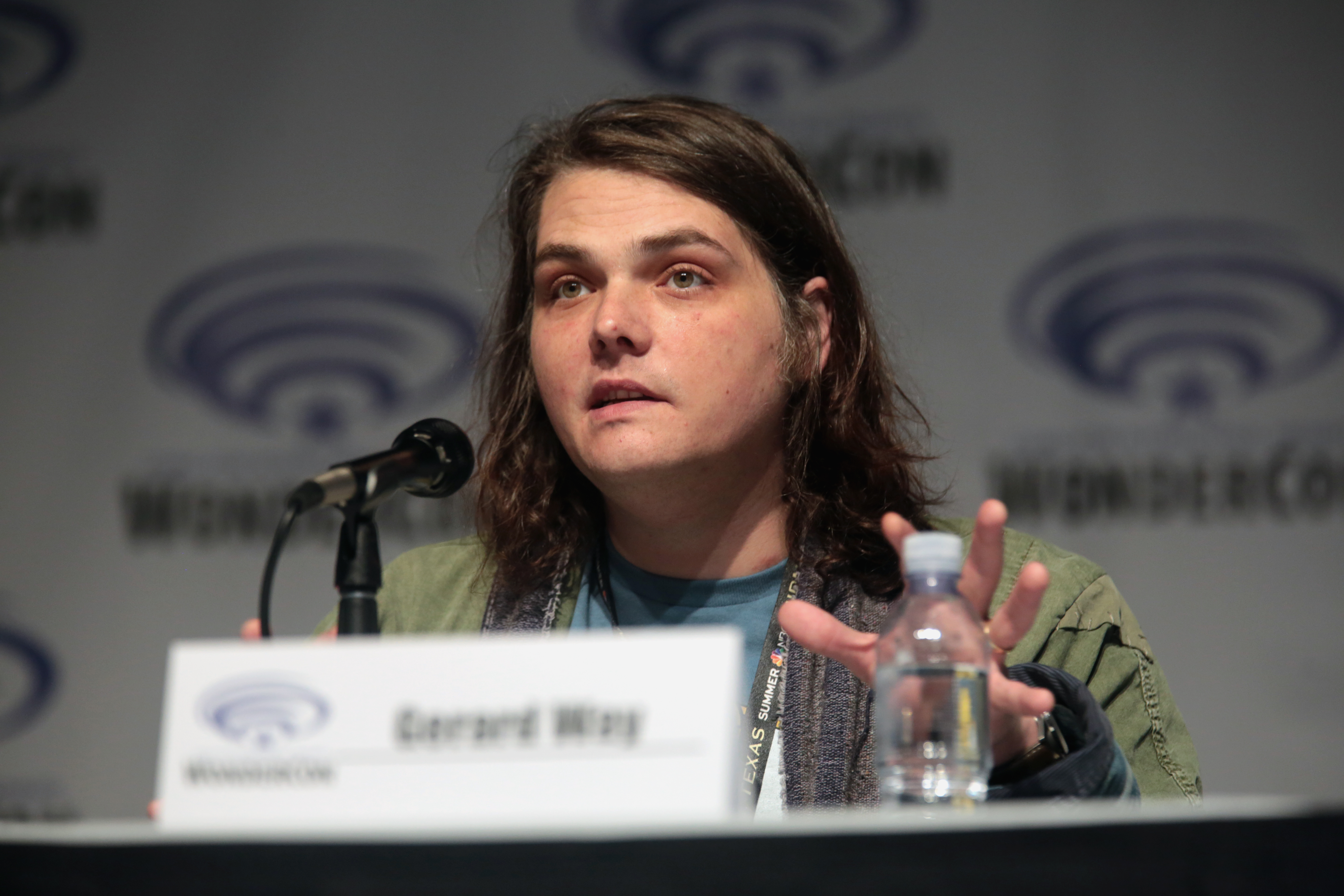
Вей презентує DC's Young Animal на WonderCon у 2017.

21 грудня 2013 Джерард Вей ствердив, що він і Гебріел Ба працюватимуть над третьою частиною The Umbrella Academy починаючи з нового року.
31 грудня 2013 у подкасті з Крісом Томпсоном з «Pop Culture Hound» Вей обговорював новий випуск The Umbrella Academy більш детально, а також говорив про свій новий проект All Ages — комікс про котів у старшій школі, які намагаються знайти своє місце у світі.
Дебютом Вея у Marvel Comics став комікс Edge of Spider-Verse про Людину-павука в альтернативній реальності.
У квітні 2016 оголосили, що Вей тепер володітиме імпринтом у DC Comics — Young Animal, в якому випускатимуться чотири комікси: Фатальний патруль, Shade The Changing Girl, Mother Panic та Cave Carson Has A Cybernetic Eye. Вей є автором Фатальний патруль та спів-автором Cave Carson Has A Cybernetic Eye із Джоном Ріверою.

### Телебачення (2001-сьогодення)
У 2001 році Вей створив мультфільм із Джо Бойлом під назвою The Breakfast Monkey, але Cartoon Network не прийняли його, бо він був дуже схожий на Aqua Teen Hunger Force.
У 2013 Вей був спів-автором та спів-режисером фінального епізоду другого сезону The Aquabats! Super Show! під назвою «The AntiBats!» разом із Крістіаном Джейкобсом та Джейсоном Девіллерсом. Також у цьому епізоді знявся його брат Майкі Вей. Наступного року епізод був номінований на Денну премію «Еммі» в категорії «Видатний сценарій для дитячого шоу».
11 липня 2017 року офіційно оголосили, що прем'єра серіалу The Umbrella Academy на Netflix відбудеться у кінці 2018. Вей є спів-режисером.

## Особисте життя
Вей страждав на алкоголізм та наркотичну залежність багато років, та зараз чистий. У випуску журналу Spin від листопада 2010 року він сказав, що став більш щасливою людиною та відчуває, що контролює себе, тому іноді може випити за компанію.
3 вересня 2007 року, за лаштунками після концерту в Колорадо, останньої дати туру Projekt Revolution, Вей одружився з Ліндсі Вей (Lyn-Z), бас-гітаристкою Mindless Self Indulgence. Член команди Live Nation мав право посвятити їх у шлюб і провів таємну церемонію. 27 травня 2009 у подружжя народилася донька, Бендіт Лі Вей. Сім'я живе в Лос-Анджелесі, Каліфорнія.
У 2014 році Вей почав обговорювати проблеми своєї гендерної ідентичності онлайн та в інтерв'ю. У жовтні 2014 під час Reddit «Ask Me Anything» («спитай мене про що завгодно») Вей повідомив: «Я завжди дуже переймався тими, хто переживав проблеми гендерної ідентичності, адже я почуваюся так, ніби теж пройшов через це, хоч і не на такому масштабному рівні. Я завжди вбачав у собі багато фемінного, і певний час у MCR я виражав це через свій зовнішній вигляд та стиль виконання. Не дивно, що всі люди, які мене надихають та впливають на мене, виходили за рамки гендеру. Фредді Мерк'юрі, Боуї, Іггі, ранній глем-рок, T. Rex. Маскулінність ніколи не підходила мені.»
У січні 2015 у The Boyzine, який публікує фронтмен SWMRS Коул Бекер, Вей знову обговорював свою гендерну ідентичність: "У дитинстві мені ніколи не підходив архетип маскулінності, я ніколи не цікавився спортом чи чимось таким. Був час, коли мене так часто називали дівчинкою, що, коли я дізнався про трансгендерність, я вважав себе більше дівчиною, ніж хлопцем. Тож я ставлю себе поруч із трансгендерами та жінками, бо у дитинстві я був дівчинкою для багатьох людей.

## Дискографія

### My Chemical Romance
- I Brought You My Bullets, You Brought Me Your Love (2002)
- Three Cheers for Sweet Revenge (2004)
- The Black Parade (2006)
- Danger Days: The True Lives of the Fabulous Killjoys (2010)
- Conventional Weapons (2013)
- May Death Never Stop You (2014)

### Соло

#### Соло-альбоми
- Hesitant Alien (2014)

#### Інші записи
- O Waly, Waly (The Water Is Wide) (кавер, 2014)
- Into the Cave We Wander (з Реєм Торо, 2016)

#### Співпраці
- Jet Black New Year (Thursday, бек-вокал, 2002)
- Devil in Mexico (Murder by Death, бек-вокал, 2003)
- Barnabus Collins Has More Skeletons in His Closet than Vincent Price (The Oval Portrait, бек-вокал, 2003)
- From My Cold Dead Hands (The Oval Portrait, бек-вокал, 2003)
- Kill The Music (Every Time I Die, бек-вокал, 2005)
- Graduation Day (Head Automatica, бек-вокал, 2006)
- In Defense of the Genre (Say Anything, бек-вокал, 2007)
- Sleep When I'm Dead (Remix 4) (The Cure, ремікс із Julien-K, 2008)
- Safe and Sound (Kyosuke Himuro, 2009)
- My Space (Evelyn Evelyn, бек-вокал, 2010)
- Professional Griefers (Deadmau5, 2012)
- Falling in Love (Will Kill You) (Wrongchilde, бек-вокал, 2014)
- Louder Than Your Love (Andy Black, бек-вокал, 2016)

### Автор історій
- On Raven's Wings #1–2 (Boneyard Press, 1994)
- The Umbrella Academy: Apocalypse Suite #1-6 (Dark Horse Comics, 2007—2008), Dallas #1-6 (Dark Horse, 2008—2009)
- The True Lives of the Fabulous Killjoys #1-6 (спів-автор Шон Саймон, Dark Horse, 2013—2014)
- «One Thing's for Sure: SP//dr Is Still Intact» (Edge of Spider-Verse #5, Marvel Comics, 2014)
- «Untitled» (Vertigo Quarterly CMYK #3: Yellow, Vertigo, 2014)
- Фатальний патруль (vol. 6) #1-надалі (DC Comics: Young Animal, 2016-дотепер)
- Cave Carson Has a Cybernetic Eye #1-надалі (спів-автор Джон Рівера, DC Comics: Young Animal, 2016-дотепер)
- «DC's Young Animal Mixtape» (DC's Young Animal Mixtape Sampler #1, Young Animal, 2017)
- «Joan of Arc» (разом із художницею Марлі Заркон, Femme Magnifique, Hi-Fi Academy Press, 2017)

### Ілюстратор
- «Even Gunfighters Get the Willies» (автор: Деб Пікер, The Big Book of the Weird Wild West, Paradox Press, 1998)

### Автор обкладинок
- The Umbrella Academy: Apocalypse Suite #1 (варіантна обкладинка) (Dark Horse, 2007)
- Rex Mundi (vol. 2) #15 (колорист обкладинки: Дейв стюарт, Dark Horse, 2008)
- The True Lives of the Fabulous Killjoys #1 (два варіанти обкладинки) (Dark Horse, 2013)
- Neverboy #1 (варіантна обкладинка) (Dark Horse, 2015)